# Карл Фрідріх Шинкель
Карл Фрі́дріх Ши́нкель (нім. Karl Friedrich Schinkel; 13 березня 1781, Бранденбург — 9 жовтня 1841 Берлін) — пруський (німецький) архітектор, художник. Вважається за лідера «романтичного історизму» в німецькій архітектурі, один з представників грецького відродження.

## Біографія

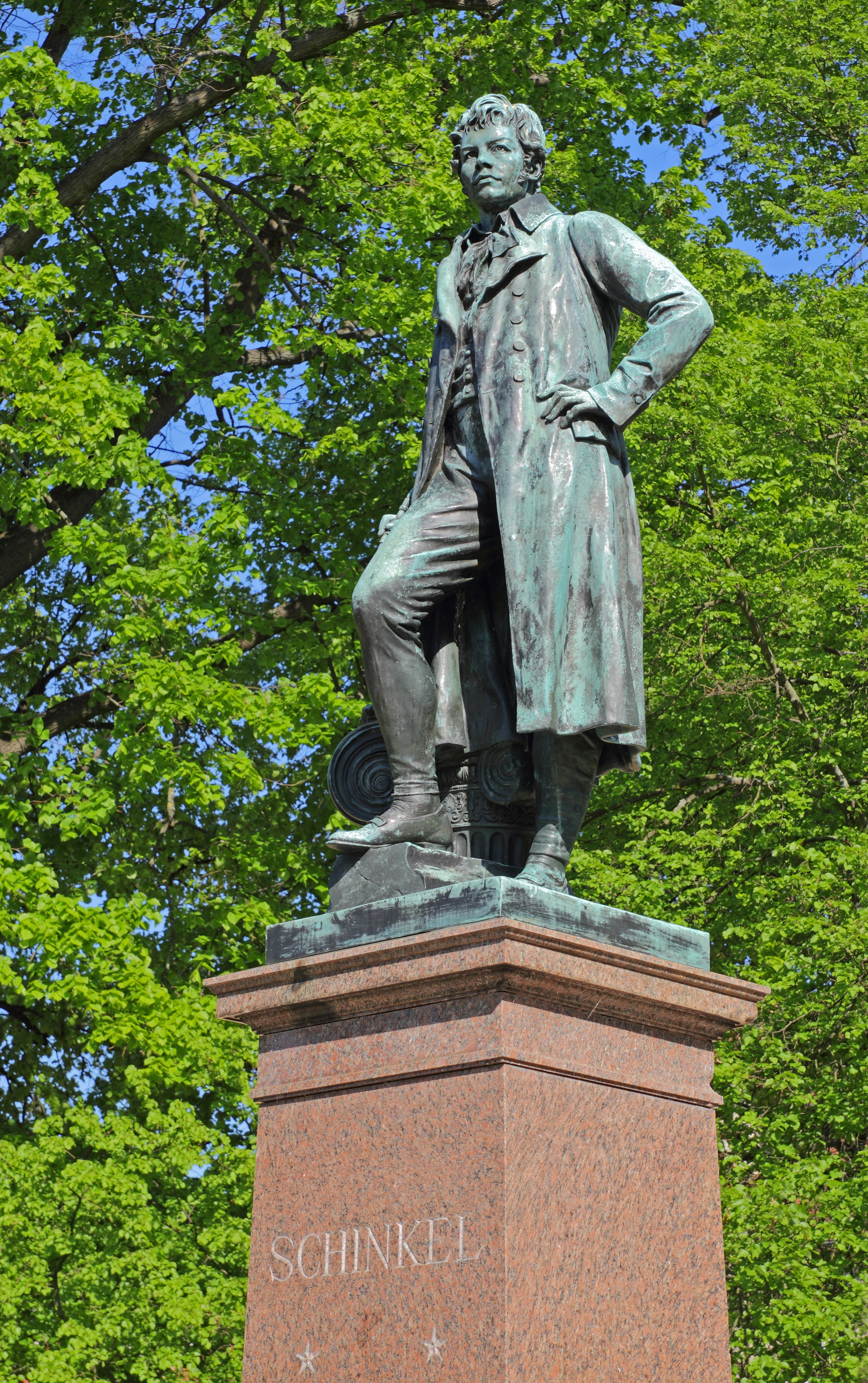
Пам'ятник Карлу Фрідріху Шинкелю у Нойруппіні

Народився в Нойруппіні (Бранденбург) в сім'ї архідиякона лютеранської церкви. По смерті батька переїхав у Берлін (1795 рік), де навчався архітектурі під керівництвом братів Гіллі у щойно заснованій ними Академії архітектури (з 1798 по 1800), одночасно з цим працюючи художником на порцеляновій фабриці. З 1803 по 1805 відвідав Італію і Францію, пізніше, в 1826 побував в Шотландії й Англії.
Спочатку Шинкель займався малярством: писав пейзажі, історичні сцени, створив декілька ландшафтних діорам і панорам. У 1811 став першим німецьким літографом: аркуші «Вечір» і «Ранок». Під впливом Каспара Фрідріха принципи класицизму з часом все активніше поєднувалися в його станкових роботах з романтичними віяннями; історико-антична тема перемежалася національно-середньовічними мотивами. Серед типових картин Шинкеля — «Собор над містом» (1813, Стара пінакотека, Мюнхен), «Погляд на Грецію квітучої пори» (1825, Нова національна галерея, Берлін). Вніс яскравий внесок до сценографії німецького романтизма, створюючи в 1815—1832 ескізи декорацій для вистав берлінських королівських театрів (гуаш до постановки «Чарівної флейти» В. А. Моцарта, 1815, Графічні збори Державних музеїв, Берлін; і ін.). Оформляв урочисті церемонії (ювілейне Дюрерівське свято в Співацькій академії 1828; придворне «Свято Білої Троянди» в Потсдаме 1829).
Діяльно зайнявся архітектурою з тієї пори, як його в 1810 році по пропозиції Вільгельма фон Гумбольдта призначили асесором Прусської будівельної депутації. Послідовно просуваючись по службових сходах, Шинкель зосередив в своїх руках контроль над найважливішими будівельними роботами в королівстві. Реформував пізній, ампірний класицизм, археологічно уточнивши його античні форми, а з іншого боку — додавши їм ще вільнішу, гнучкішу варіативність.
До найзначніших його споруд, виконаних в «грецькому стилі», відносяться:
- Нова гауптвахта (1816—1818);
- Драматичний театр (1818—1821);
- Палацовий міст (з скульптурами за ескізами самого Шинкеля; 1819—1823);
- Старий музей (1822—1830) у Берліні;
- Храм Николайкірхе (1830—1837);
- Палац Шарлоттенгоф (з 1826) і ряд паркових павільйонів в Потсдамі.

Спочатку випробовуючи гострий інтерес і до готиці, під впливом своїх англійських вражень почав будувати в неоготиці:
- чавунний пам'ятник королеві Луїзі у Ґранзєє поблизу Берліна, 1811;
- Вердерська церква у Берліні, 1825—1828, не збереглася;
- проєкт Готичної капели (церква в ім'я св. Олександра Невського) в Петергофськом парку «Александрія» (проєкт 1829; побудована архітекторами А. Менеласом і І. І. Шарлеманем в 1831—1834);
- 1831—1833; замок Бабельсберг поблизу Потсдама, з 1834).
- 1845 — Альтштадська Кірха в Кенігсберзі

У стилі еклектизму: Королівська Прусська школа архітектури у м. Берліні.
Під керівництвом Шинкеля (за планами 1817 і 1833) було значно модернізовано планування Берліна (влаштування нових вулиць і бульварів в центрі міста; збільшення його загальної території за рахунок приєднання ряду прилеглих районів). Шинкель зробив помітний внесок до розвитку місцевої художньої промисловості, створюючи ескізи меблів і світильників, стимулюючи виробництво декоративного литва і кераміки, а також вітражів. Активно займаючись реставраційними роботами (зокрема наглядом за добудовою Кельнського собору), поставив справу охорони архітектурних пам'ятників на широку державну основу: за його ініціативою (з 1815) відповідні служби були установлені по всій Пруссії. Серед власних творів Шинкеля особливе місце займають деякі задуми 1830-х років (проєкти крамниці і бібліотеки), а також споруда Будівельної академії (1831—1835; не збереглося), де він відмовився від будь-яких історичних стилізацій, створивши новаторські зразки протофункціоналізму.
Помер Шинкель у Берліні, в 1841 році.

## Творчість

Картини Карла Фрідріха Шинкеля
«Готичний собор»
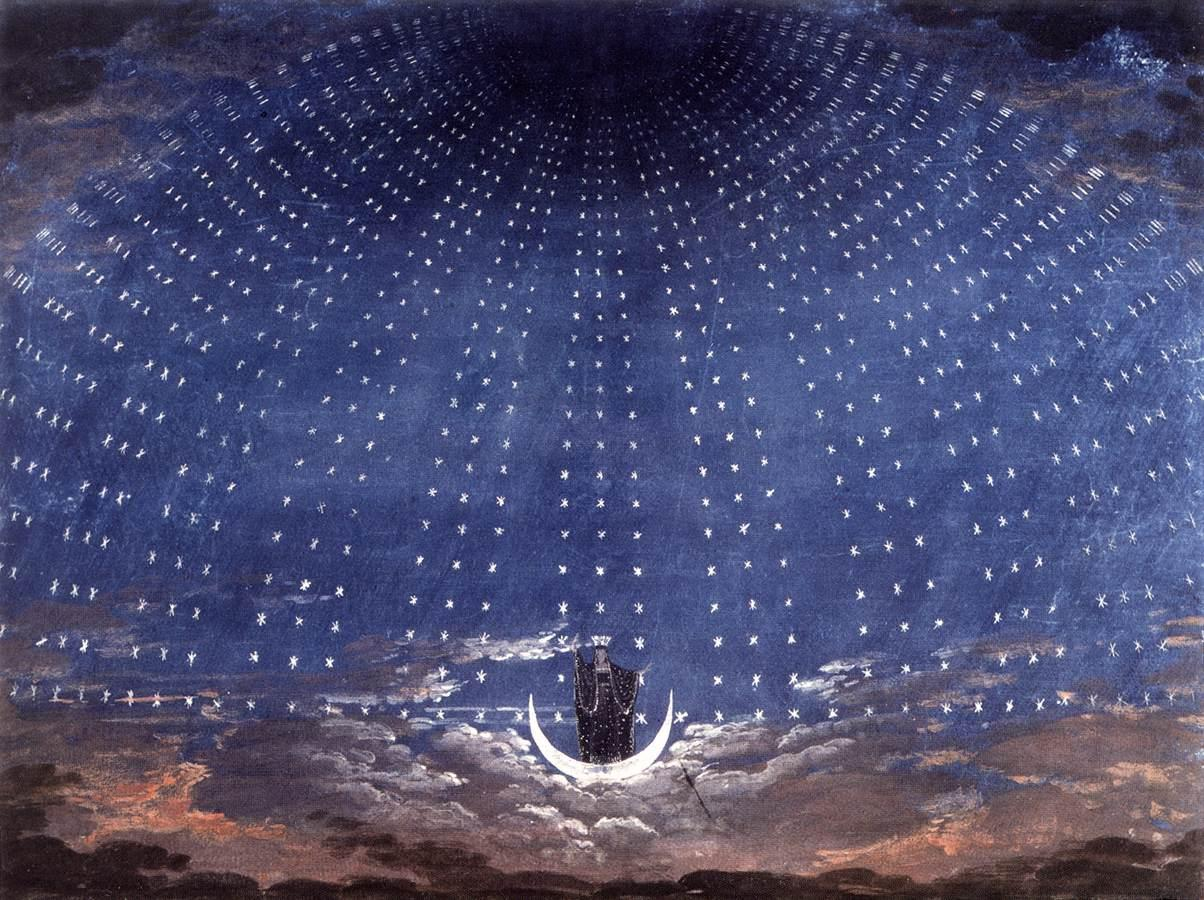
Ескіз декорації  для «Чарівної флейти» Моцарта
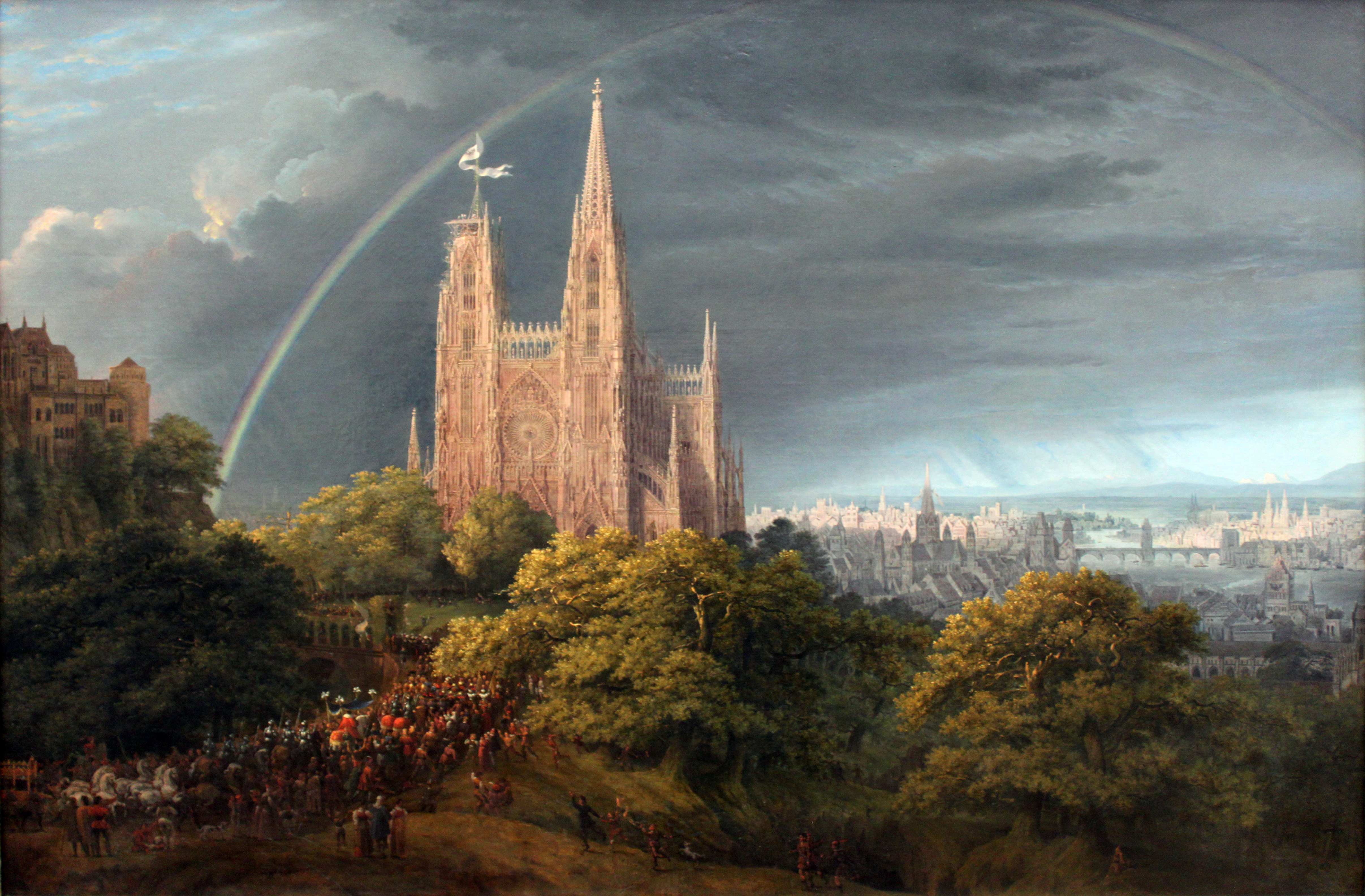
«Середньовічне місто на річці»
«Скельна арка»
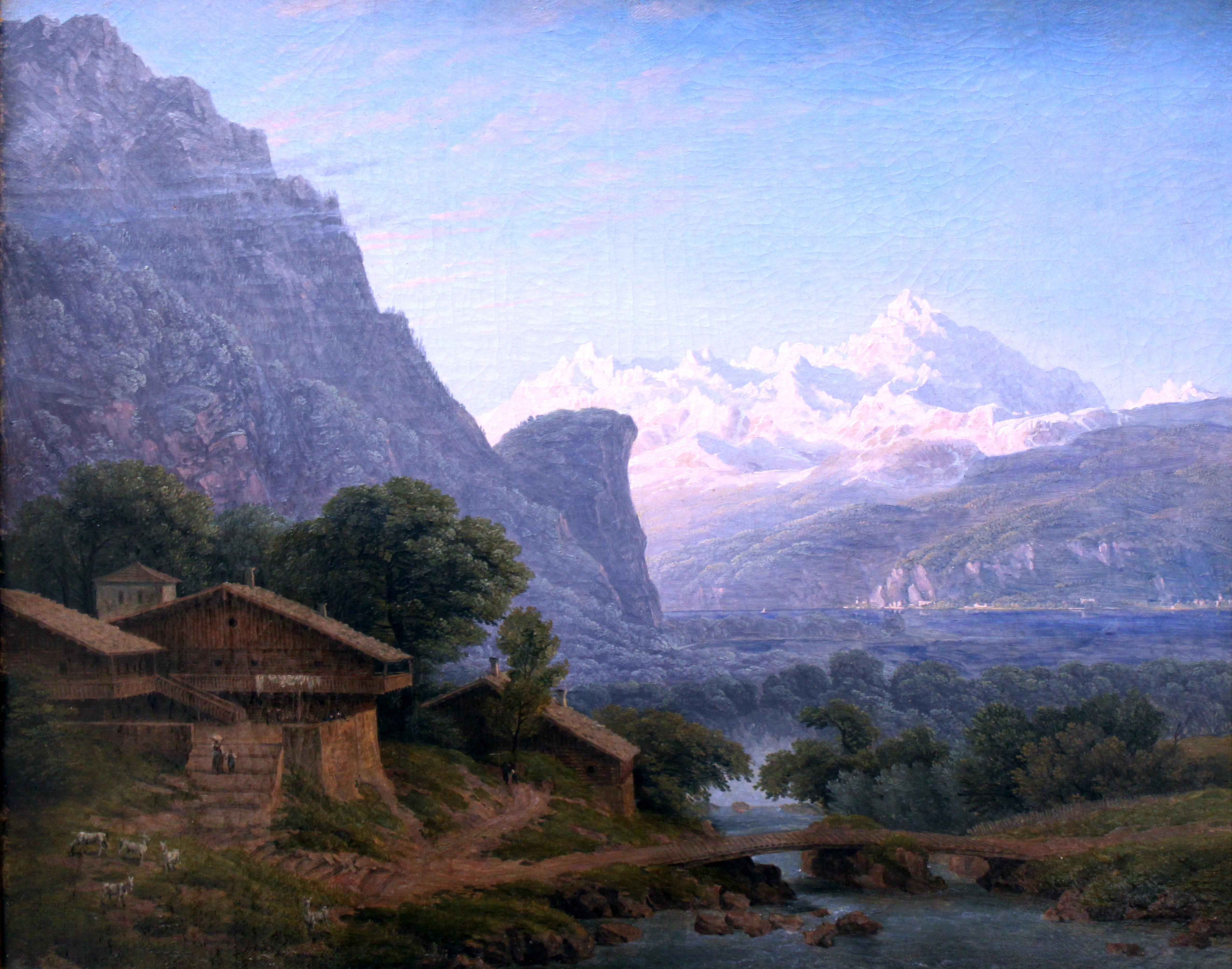
«Вид на Монблан»
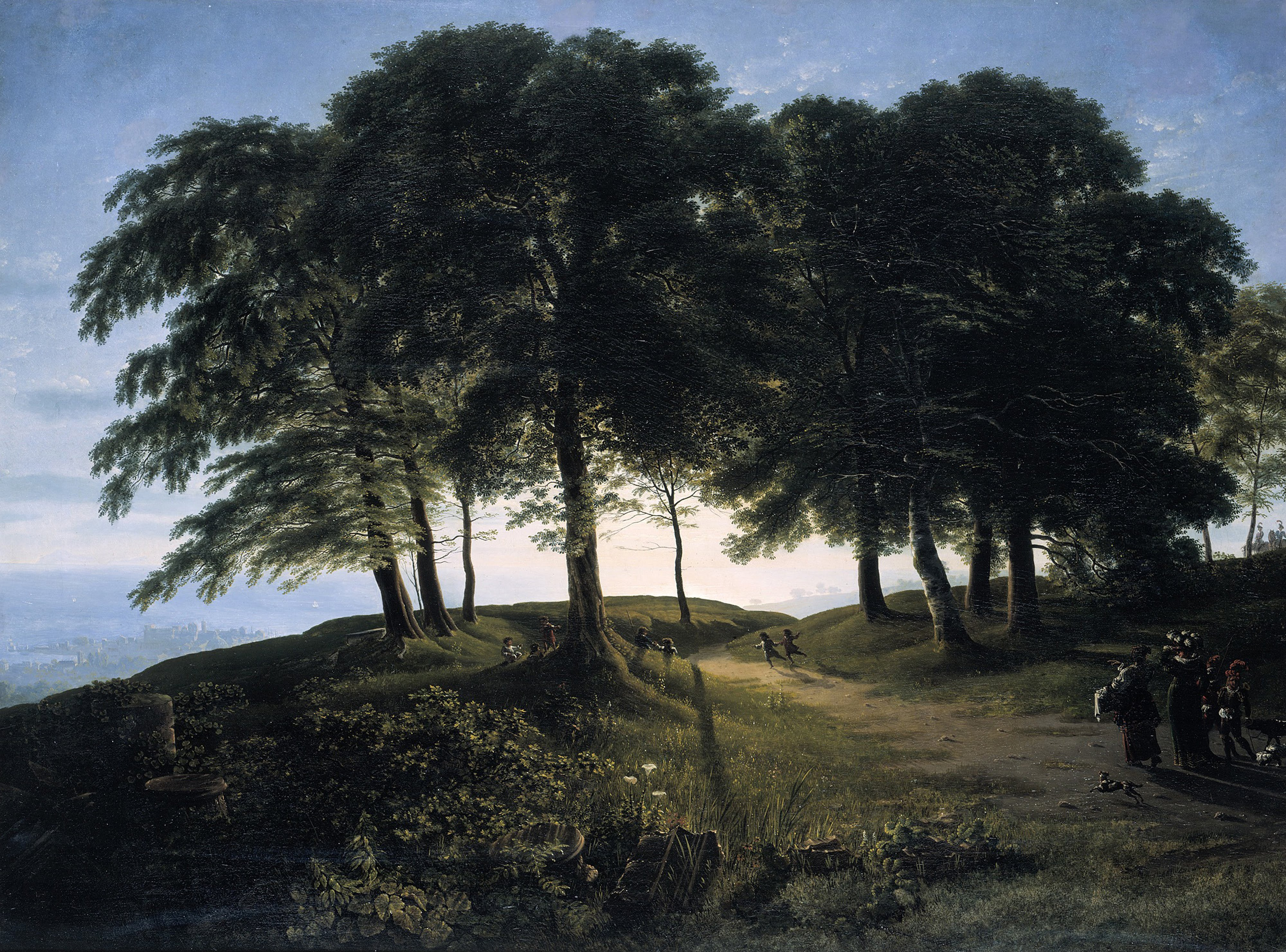
«Ранок»

Будинки Карла Фрідріха Шинкеля
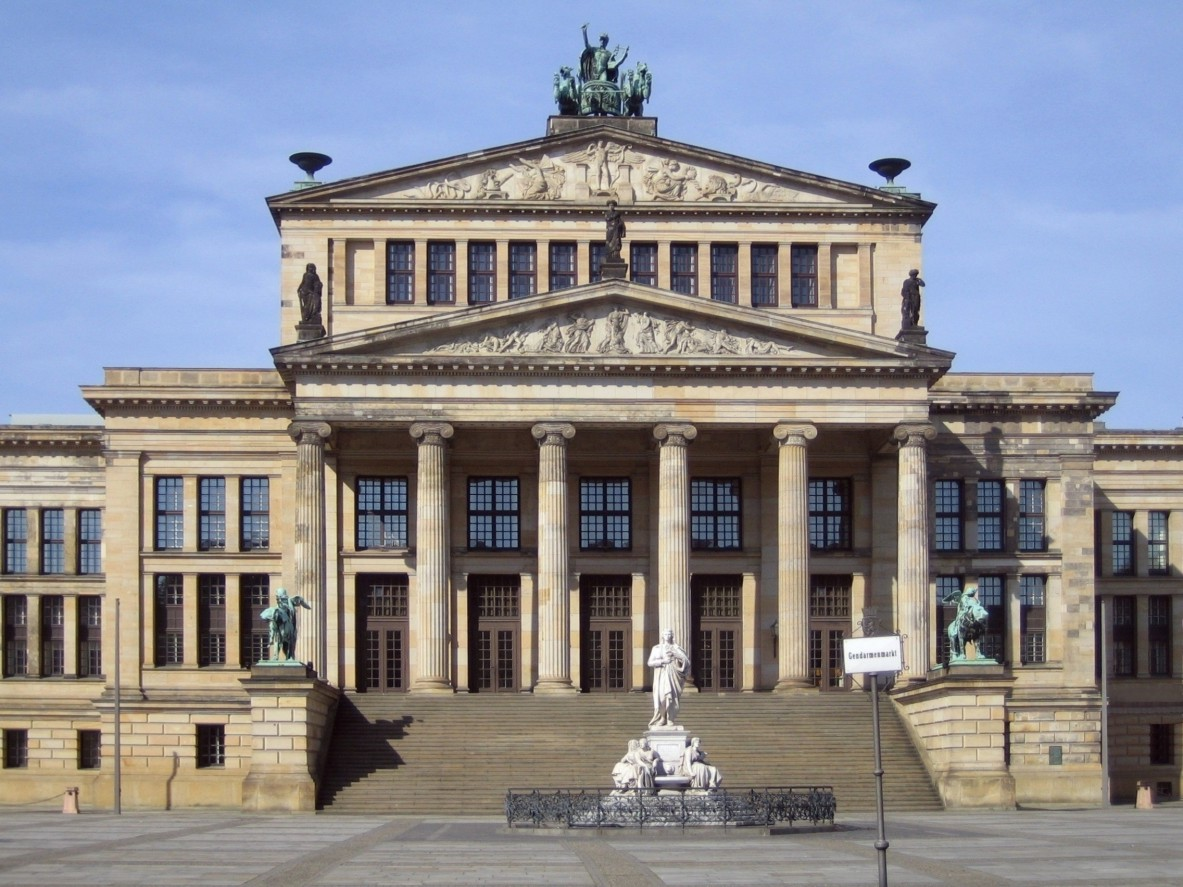
Берлінський драматичний театр
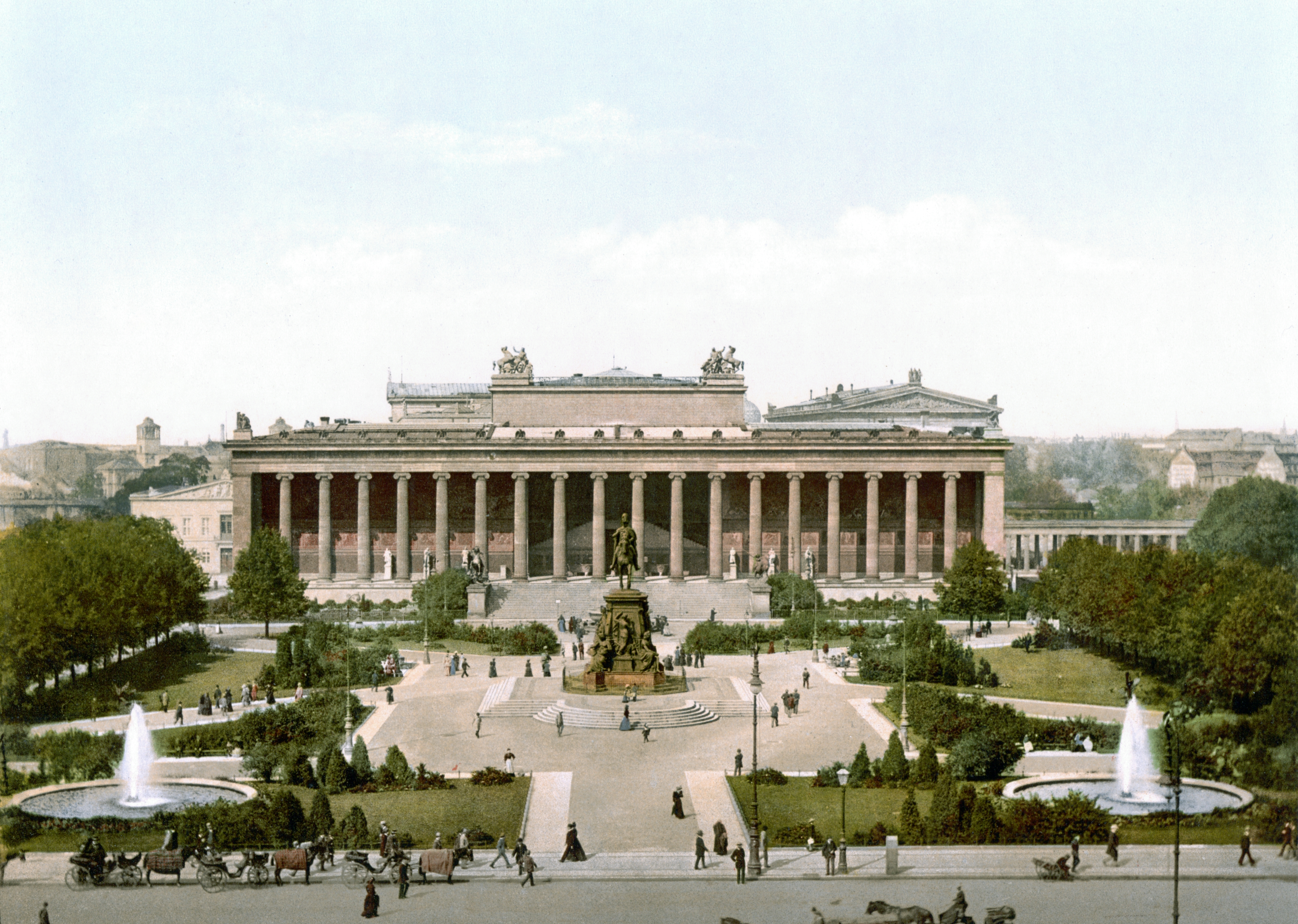
Старий музей, Берлін
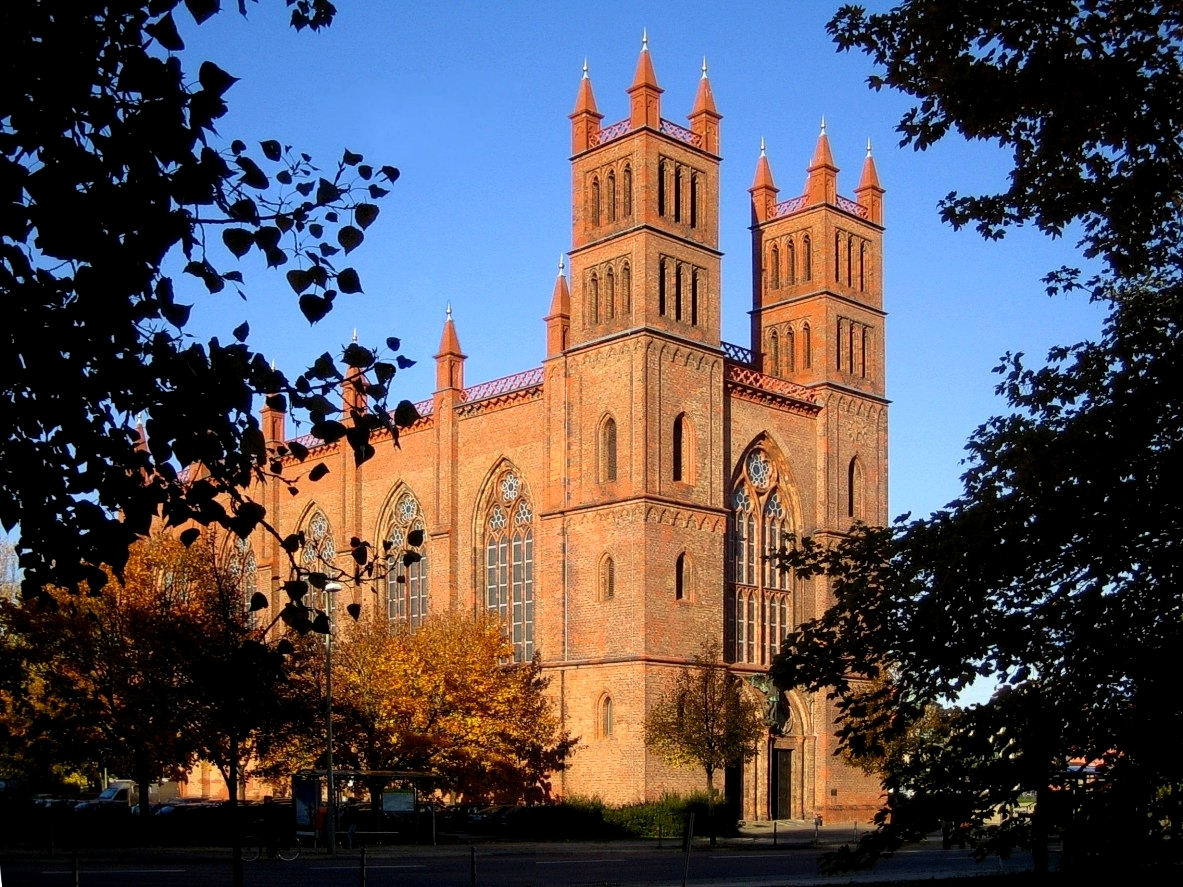
Фрідріхсвердерська церква, Берлін
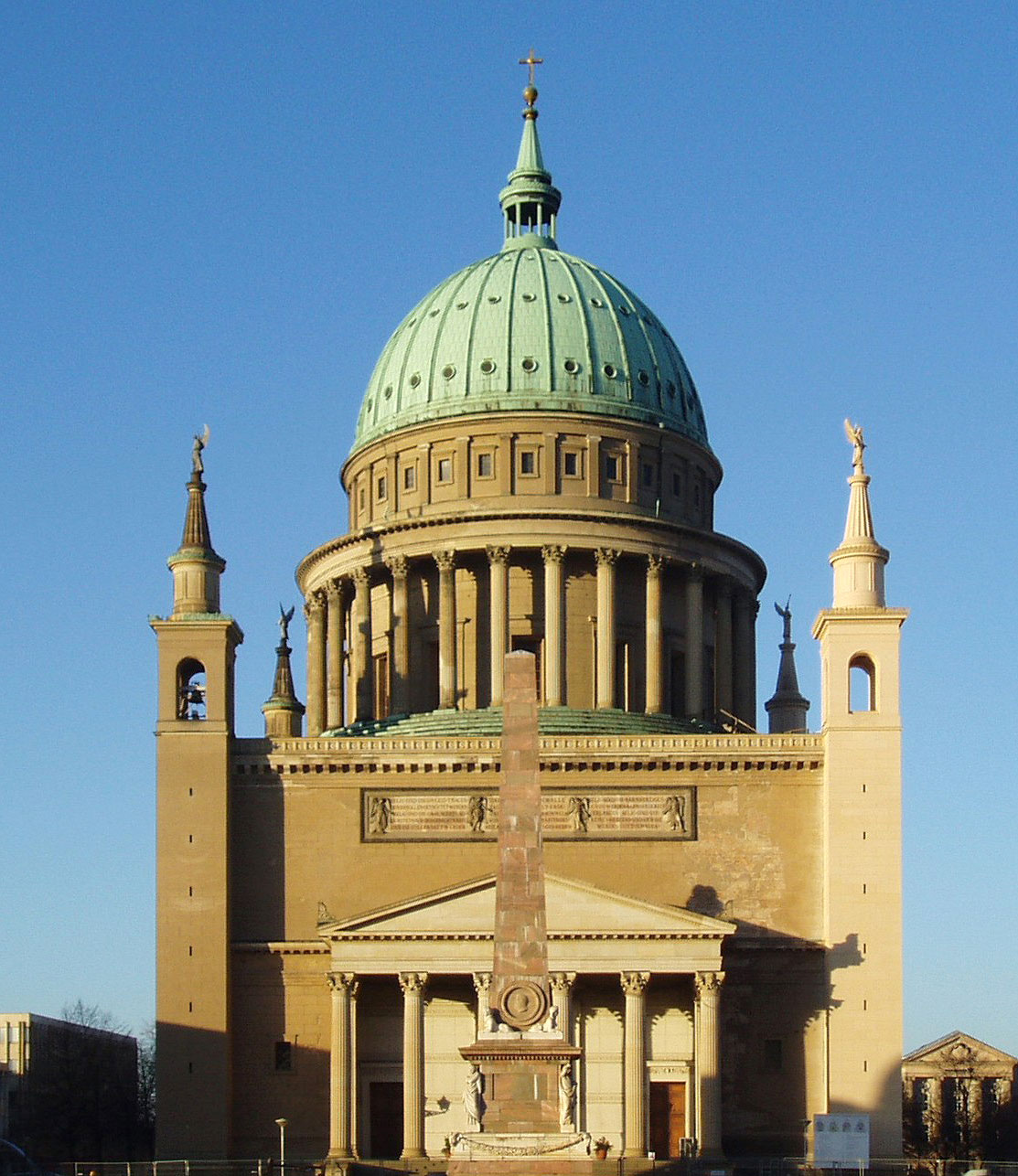
Николаїкірхе, Потсдам
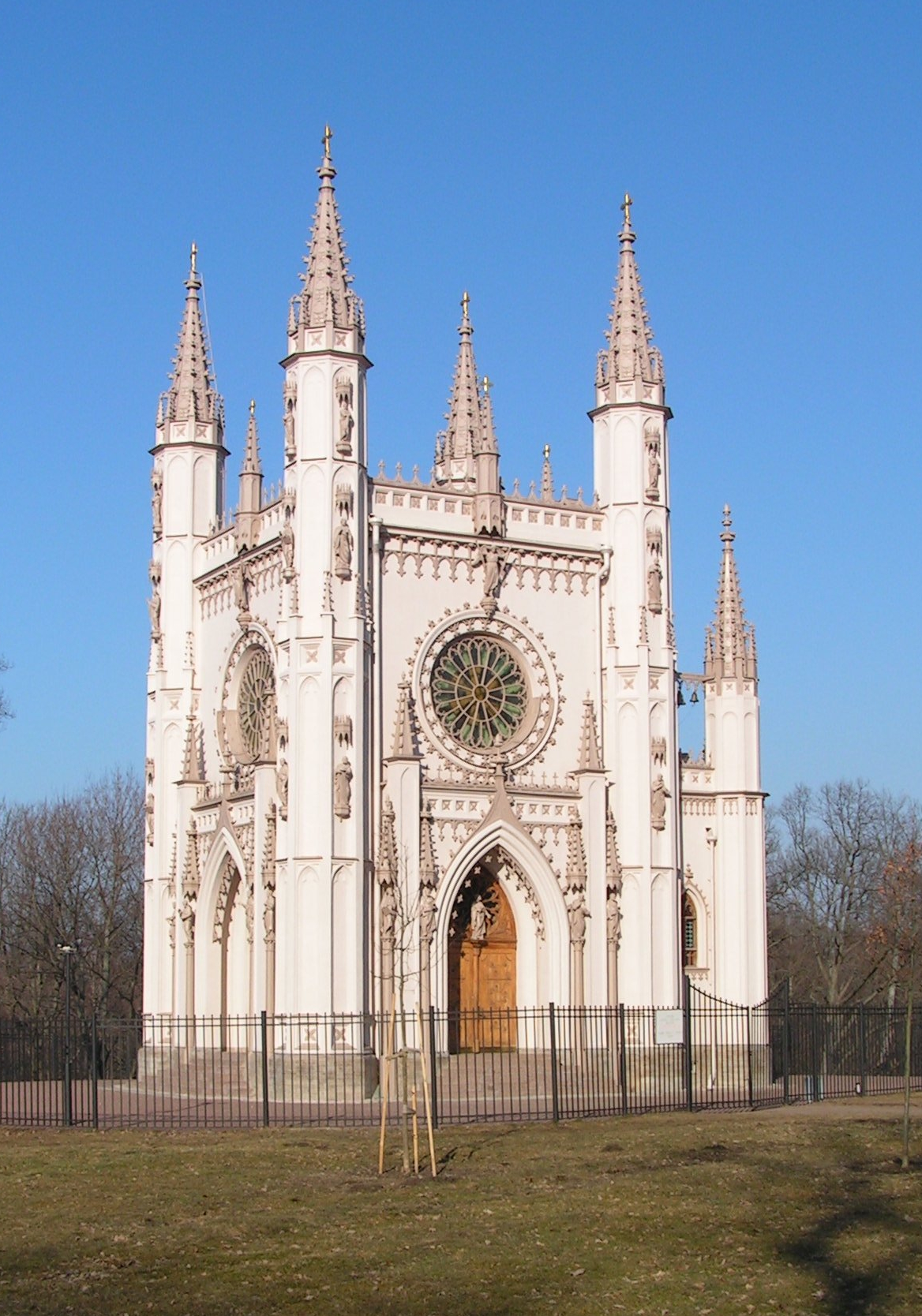
Каплиця у Петергофі
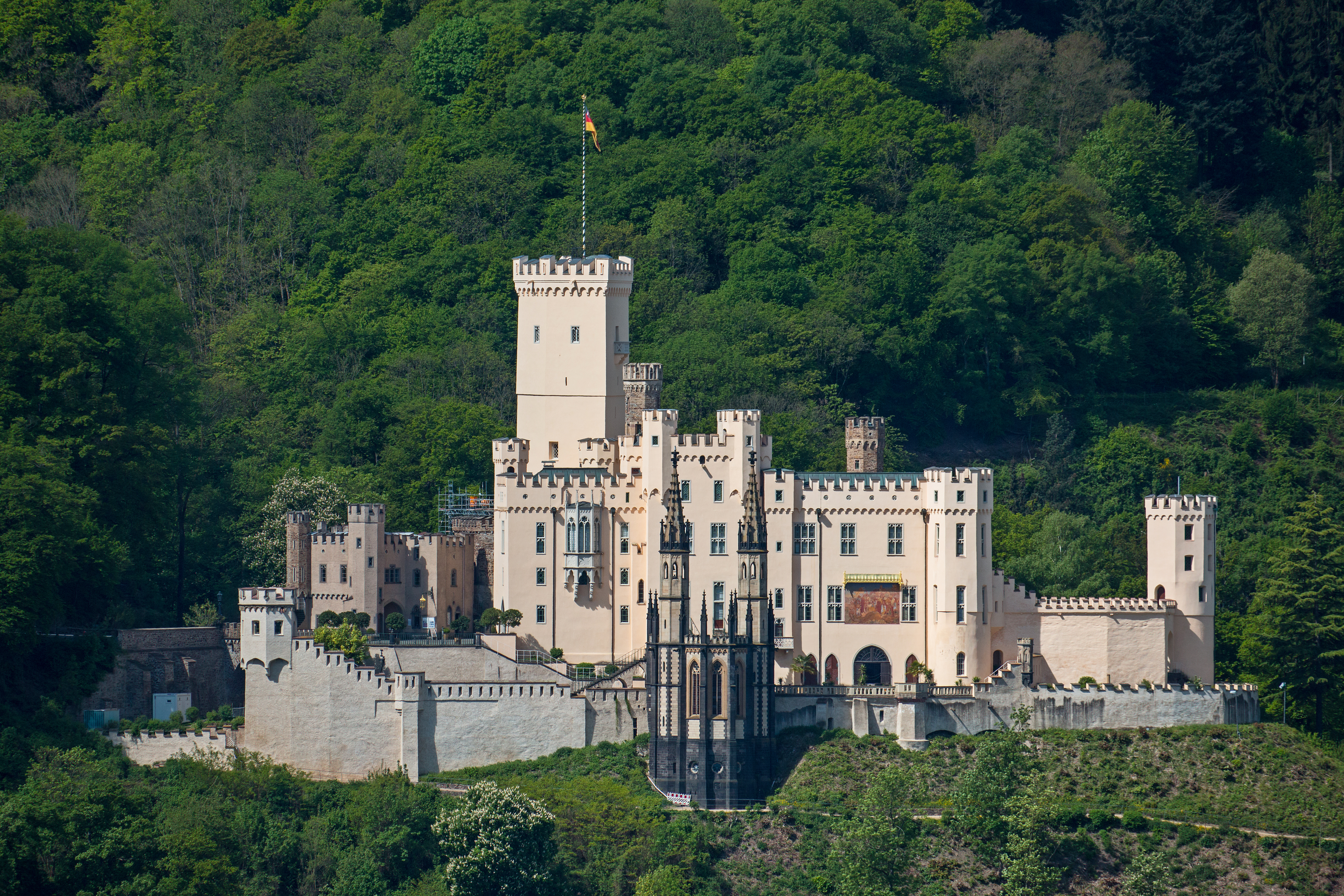
Замок Штольценфельс